# Arma Gathas
Arma Gathas ist eine Ende 2006 von Simon Füllemann gegründete deutsche Metal-Band. Am 27. April 2010 erschien ihr Debütalbum Dead to This World bei Metal Blade Records.

## Geschichte
Ursprünglich war Arma Gathas nur ein Nebenprojekt Füllemanns, der unter anderem Gründungsmitglied von Cataract ist. Anfang 2009 nahm die Band konkrete Züge an und Ché Selting (ex-Born from Pain), sowie Marc Niedersberg (Machinemade God) und Max von Winkelhoff (ex-Disloyal) wurden feste Mitglieder der Band. Mit Alex „Lahnsteiner“ Härtel (Blessed by Hate) ist das Lineup seit Ende Januar 2010 komplett.

## Dead to This World
Das Konzeptalbum Dead to This World beinhaltet 13 Lieder, die von Simon Füllemann komponiert wurden. Für die Lyrics ist Ché Snelting verantwortlich. Das Album wurde zusammen mit Sky van Hoff (Caliban, Machinemade God) aufgenommen, welcher auch für den finalen Mix zuständig war. Das Mastering des Debütalbums übernahm Alan Douches (Suffocation, Beneath the Massacre). Für das Artwork des Albums ist Thomas Ewerhardt verantwortlich, der schon mit Bands wie Amon Amarth oder Brainstorm zusammengearbeitet hat.

## Diskografie
- 2010: Dead to This World (Album, Metal Blade Records)